# Національний університет Ентре-Ріоса
Національний університет Ентре-Ріоса (ісп. Universidad Nacional de Entre Ríos, UNER) — аргентинський національний університет, розташований у місті Консепсьйон-дель-Уругвай, Ентре-Ріос.